# Синио
Синио (итал. Sinio) — коммуна в Италии, располагается в регионе Пьемонт, в провинции Кунео.
Население составляет 507 человек (2008 г.), плотность населения составляет 63 чел./км². Занимает площадь 8 км². Почтовый индекс — 12050. Телефонный код — 0173.
Покровителем коммуны почитается святой Фронтиниан (San Frontiniano). В коммуне 15 августа особо празднуется Успение Пресвятой Богородицы.

## Демография
Динамика населения:

## Администрация коммуны
- Официальный сайт: http://www.comune.sinio.cn.it/